# August III van Polen
August III (Dresden, 17 oktober 1696 – aldaar, 5 oktober 1763) was van 1733 tot 1763 koning van Polen en als Frederik August II keurvorst van Saksen. Hij was de zoon van August II (de Sterke) en Christiane Eberhardine van Brandenburg-Bayreuth.

## Leven
Frederik August was zeer geïnteresseerd in muziek, vooral in opera, maar ook in schilderkunst. Hij reisde in 1717 naar Venetië en haalde Antonio Lotti naar Dresden.
Frederik August trouwde op 20 augustus 1719 met Maria Josepha van Oostenrijk, dochter van keizer Jozef I. Het huwelijk met een Habsburgse was al lang geregeld en bood misschien perspectieven op een keizerlijke troon. (Dat vooruitzicht veranderde toen Maria Theresia werd geboren). Maria Josepha werd op een Venetiaanse gondel aan de Elbe binnengehaald. De feestelijkheden duurden tot in september voort. Er werden meerdere opera's opgevoerd; er waren bals en jachtpartijen.
De gasten bij het banket in de Turks aangeklede tenten moesten alla Turca verschijnen. Er waren 315 even grote, jonge infanteristen uitgezocht, die een Turkse snor moesten laten groeien, zodat ze eruitzagen als Janitsaren. Bij de première van de opera Teofane, gecomponeerd door Antonio Lotti, waren ook Georg Friedrich Händel en Georg Philipp Telemann aanwezig. In Teofane gaat het om Theophanu, een Byzantijnse prinses, die alleen in een vreemd land terechtkomt als zij aan keizer Otto II wordt uitgehuwelijkt.
De kosten voor de bouw van een speciale opera aan de Zwinger en van veeleisende zangers liepen zo uit de hand, dat August de Sterke alle Italiaanse zangers in het jaar daarop ontsloeg. De castraat Senesino reisde in 1720 naar Londen om voor Georg Friedrich Händel te zingen. Johann Adolf Hasse probeerde in 1731 een vaste aanstelling te verkrijgen door Cleofide op het podium te brengen. In de opera zong zijn vrouw Faustina Bordoni de hoofdrol, die haar succesnummers uit Napels naar voren bracht. Voor het eerst trokken Saksische musici naar Sint-Petersburg.
Na de dood van August II in 1733 schoof Frankrijk ex-koning Stanislaus Leszczyński (schoonvader van Lodewijk XV) naar voren als nieuwe koning. August III werd daarentegen gesteund door Rusland. Dit resulteerde in de Poolse Successieoorlog, die uiteindelijk in het voordeel van August III werd beslist.
Frederik August werd op 17 januari 1734 gekroond, maar pas in 1736 in heel Polen erkend. Het parlement was door interne strijd inactief en Frederik August liet de staatszaken aan de toch al overheersende Russen over. Ernst Johann Biron werd met zijn toestemming hertog van Koerland. Er vond een bescheiden economische opleving plaats. In Meissen werd steeds fraaier porselein geproduceerd. In Leipzig floreerde de boekdrukkunst. Johann Sebastian Bach droeg diverse cantates op aan de keurvorst of aan diens vrouw: BWV 206, 213 en 214. De Venetiaanse schilder Canaletto maakte tientallen Veduti, te vergelijken met ansichtkaarten, van het Florence aan de Elbe.
In 1736 stichtte August III een ridderorde, de Militaire Orde van Sint-Hendrik. In 1742 gaf hij Francesco Algarotti opdracht schilderijen te kopen voor de Staatliche Kunstsammlungen Dresden. Bovendien kwamen er honderd schilderijen binnen, die waren opgekocht van de bijna failliete Francesco III d'Este en meer dan tweehonderd uit de nalatenschap van de graaf van Wallenstein. In 1749 stelde hij Anton Raphael Mengs aan tot hofschilder.
Graaf Heinrich von Brühl regeerde het land van 1738 tot 1756 (en sinds 1746 als premier) vrijwel alleen. Hij was een succesvol diplomaat en versterkte het bestuur. Ondanks nietsontziende financiële maatregelen stortte Saksen in een financiële crisis. Het toch al kleine leger moest als gevolg de bewapening verminderen. Frederik August keerde zich in de Oostenrijkse Successieoorlog (1740-1748) tegen Maria Theresia, maar na 1742 ging hij, vanwege de groeiende macht van de Pruisische Hohenzollerns, over naar de kant van de Habsburgers.

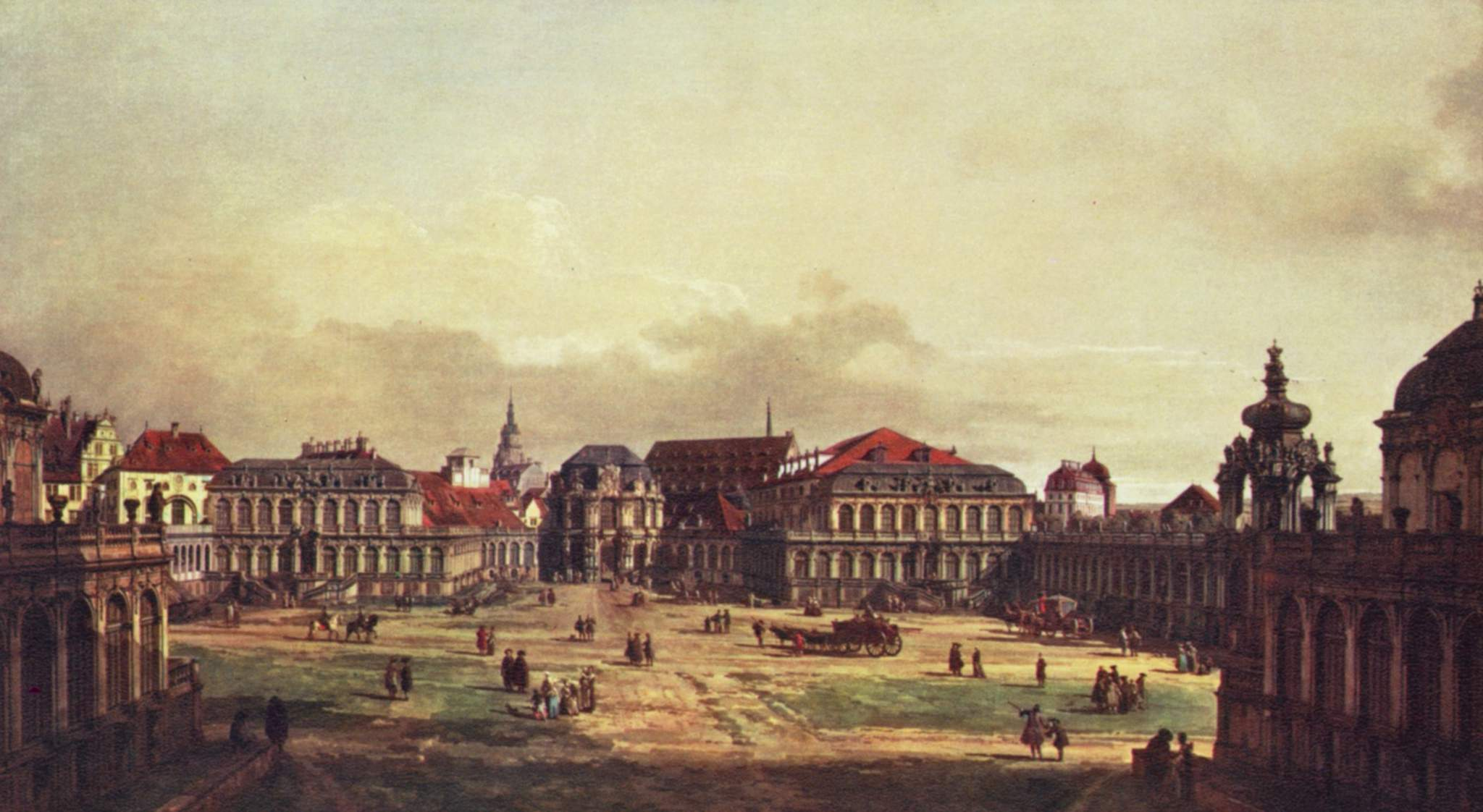
Bernardo Bellotto, het binnenplein van de Zwinger in 1752

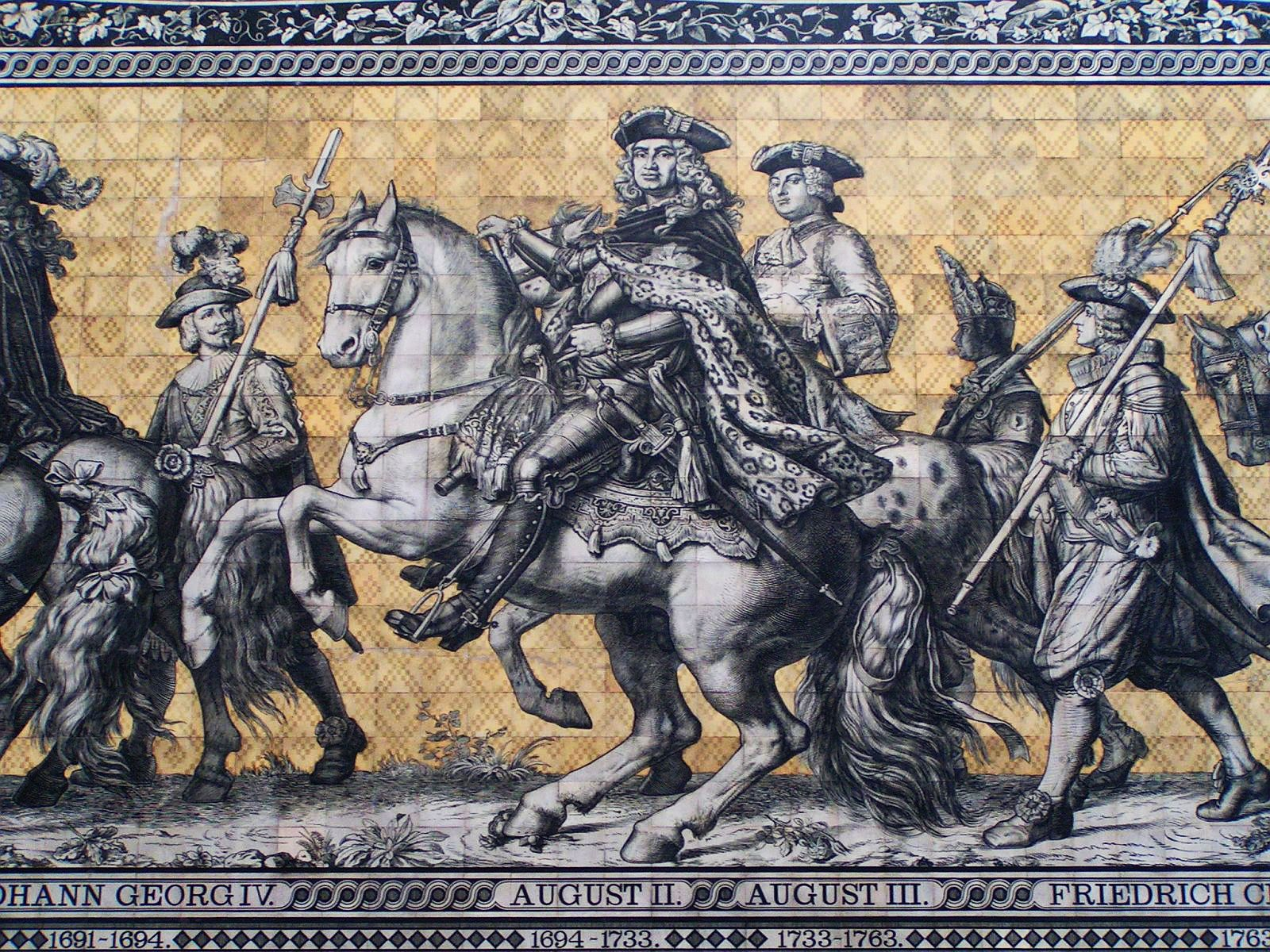
August II en III op de Fürstenzug in Dresden

In de Zevenjarige Oorlog (1756-1763) werd het Saksische leger onder graaf Frederik August Rutowski (Augusts onechte halfbroer) verslagen door Frederik de Grote van Pruisen. August en zijn hofhouding verhuisden naar Warschau en zouden daar tot het eind van de oorlog blijven. Saksen, dat nu provisorisch door de Pruisen en enige ministers werd bestuurd, veranderde in een slagveld en Dresden werd bij een bombardement in 1760 zwaar verwoest.
Toen de oorlog in 1763 met de Vrede van Hubertusburg aan zijn eind kwam was het vroeger welgestelde Saksen volledig geruïneerd en had sterk aan invloed ingeboet. Het land zou in de toekomst geen enkele zeggenschap meer hebben over de verstrekking van de Poolse kroon.
Frederik August stierf op 5 oktober 1763 te Dresden. Hij werd in Saksen opgevolgd door zijn oudste zoon Frederik Christiaan. In Polen werd Stanislaus II August tot nieuwe koning gekozen.

## Kinderen
Uit het huwelijk werden de volgende kinderen geboren:
- Frederik August (1720-1721)
- Jozef (1721-1728)
- Frederik Christiaan (1722-1763), keurvorst van Saksen
- Maria Amalia Christina (1724-1760), gehuwd met Karel III van Spanje
- Maria (1727-1734)
- Maria Anna Sophia (1728-1797), gehuwd met Maximiliaan III Jozef van Beieren
- Frans Xaverius (1730-1806), regent van Saksen
- Maria Josepha Carolina (1731-1767), moeder van Lodewijk XVI van Frankrijk
- Karel Christiaan (1733-1796), hertog van Koerland
- Maria Christina Anna (1735-1782), vorstin-abdis van Remiremont
- Maria Elisabeth Apollonia (1736-1818)
- Albert Casimir (1738-1822), landvoogd van de Zuidelijke Nederlanden
- Clemens Wenceslaus (1739-1812), keurvorst en aartsbisschop van Trier
- Maria Kunigunde Dorothea (1740-1826), vorstin-abdis van Thorn en Essen

## Voorouders
| Overgootouders                   | Keurvorst Johan George II van Saksen (1613–1680) ∞ 1638 Magdalena Sybilla van Brandenburg-Bayreuth (1612-1687) | Keurvorst Johan George II van Saksen (1613–1680) ∞ 1638 Magdalena Sybilla van Brandenburg-Bayreuth (1612-1687) | Koning Frederik III van Denemarken (1609–1670) ∞ 1643 Sophia Amalia van Brunswijk-Lüneburg (1628–1685)  | Koning Frederik III van Denemarken (1609–1670) ∞ 1643 Sophia Amalia van Brunswijk-Lüneburg (1628–1685)  | Erdmann August van Brandenburg-Bayreuth (1615–1651) ∞ Sophia van Brandenburg-Ansbach (1614-1646)        | Erdmann August van Brandenburg-Bayreuth (1615–1651) ∞ Sophia van Brandenburg-Ansbach (1614-1646)        | Keurvorst Johan George II van Saksen (1613–1680) ∞ 1638 Magdalena Sybilla van Brandenburg-Bayreuth (1612-1687) | Keurvorst Johan George II van Saksen (1613–1680) ∞ 1638 Magdalena Sybilla van Brandenburg-Bayreuth (1612-1687) |
| Grootouders                      | Keurvorst Johan George III van Saksen (1647–1691) ∞ 1666 Anna Sophia van Denemarken (1647–1717)                | Keurvorst Johan George III van Saksen (1647–1691) ∞ 1666 Anna Sophia van Denemarken (1647–1717)                | Keurvorst Johan George III van Saksen (1647–1691) ∞ 1666 Anna Sophia van Denemarken (1647–1717)         | Keurvorst Johan George III van Saksen (1647–1691) ∞ 1666 Anna Sophia van Denemarken (1647–1717)         | Christiaan Ernst van Brandenburg-Bayreuth (1644–1712) ∞ Erdmuthe Sophia van Saksen (1644–1670)          | Christiaan Ernst van Brandenburg-Bayreuth (1644–1712) ∞ Erdmuthe Sophia van Saksen (1644–1670)          | Christiaan Ernst van Brandenburg-Bayreuth (1644–1712) ∞ Erdmuthe Sophia van Saksen (1644–1670)                 | Christiaan Ernst van Brandenburg-Bayreuth (1644–1712) ∞ Erdmuthe Sophia van Saksen (1644–1670)                 |
| Ouders                           | Keurvorst August II van Polen (1670–1733) ∞ Christiane Eberhardine van Brandenburg-Bayreuth (1671–1727)        | Keurvorst August II van Polen (1670–1733) ∞ Christiane Eberhardine van Brandenburg-Bayreuth (1671–1727)        | Keurvorst August II van Polen (1670–1733) ∞ Christiane Eberhardine van Brandenburg-Bayreuth (1671–1727) | Keurvorst August II van Polen (1670–1733) ∞ Christiane Eberhardine van Brandenburg-Bayreuth (1671–1727) | Keurvorst August II van Polen (1670–1733) ∞ Christiane Eberhardine van Brandenburg-Bayreuth (1671–1727) | Keurvorst August II van Polen (1670–1733) ∞ Christiane Eberhardine van Brandenburg-Bayreuth (1671–1727) | Keurvorst August II van Polen (1670–1733) ∞ Christiane Eberhardine van Brandenburg-Bayreuth (1671–1727)        | Keurvorst August II van Polen (1670–1733) ∞ Christiane Eberhardine van Brandenburg-Bayreuth (1671–1727)        |
| August III van Polen (1696–1763) | | | | | | | | |